# Clinton House (Ithaca, New York)
Koordinaten: 42° 26′ 24,8″ N, 76° 29′ 58,2″ W

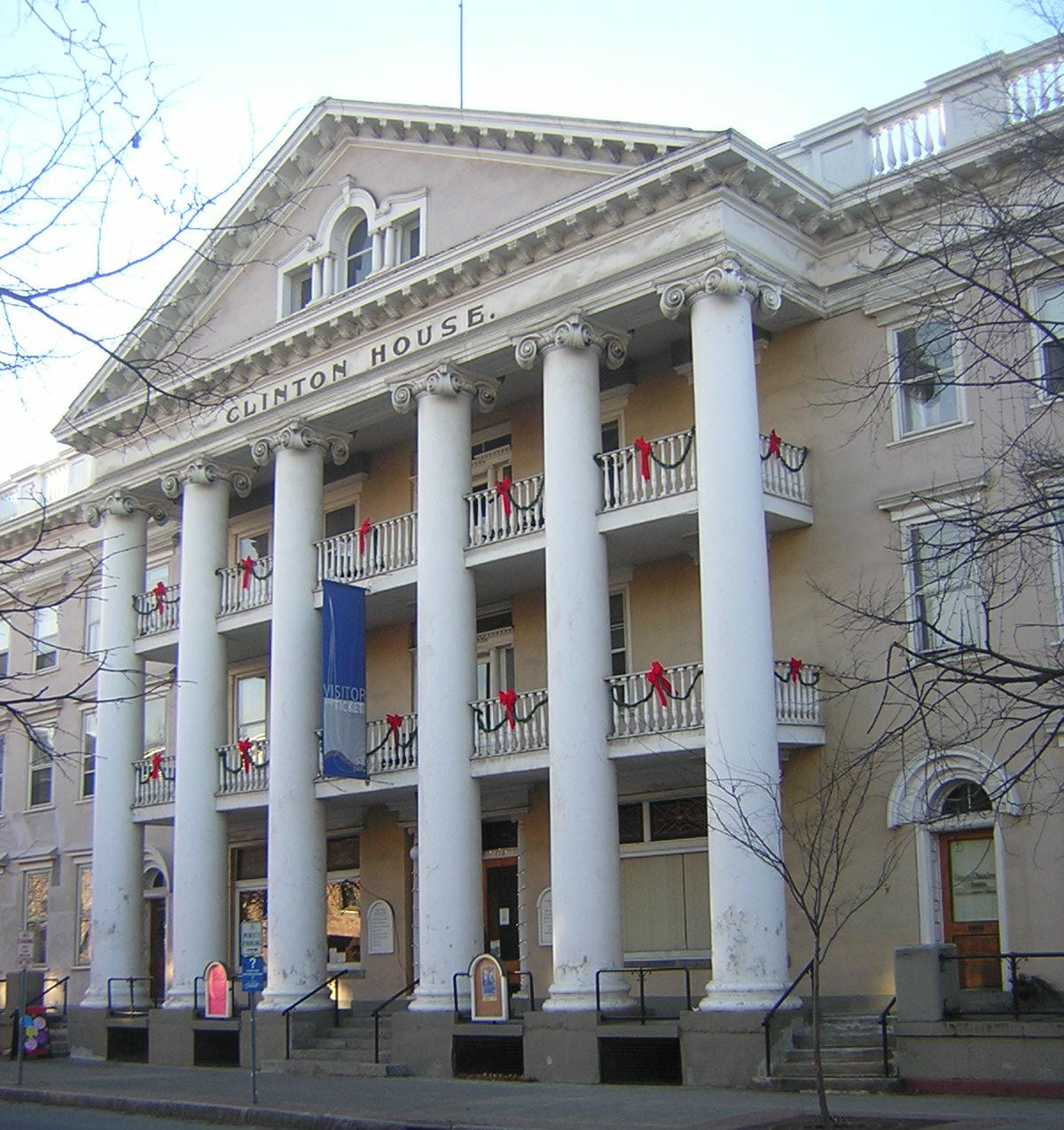
Das Clinton House befindet sich in der Downtown der City of Ithaca

Das Clinton House ist ein historisches Gebäude in der Downtown der City of Ithaca im Tompkins County des US-Bundesstaates New York. Es wurde am 12. August 1971 in das National Register of Historic Places aufgenommen und wurde überwiegend im klassizistischen Baustil errichtet, der bei älteren Gebäuden in Ithaca weitverbreitet ist. Heute beherbergt das Gebäude ein kleines Theater sowie eine Ticketverkaufsstelle für viele örtliche Kulturveranstaltungen. Das Gebäude grenzt an die Ithaca Commons.
Das Clinton House wurde ursprünglich in den Jahren 1828–1829 als Hotel der Oberklasse und erstes Bürogebäude der Stadt erbaut. Mit 150 Hotelzimmern war es für eine Stadt mit damals etwa 4000 Einwohnern sehr groß dimensioniert. Seinen Namen erhielt das Bauwerk nach DeWitt Clinton, der zwischen 1817 und 1822 und nochmals zwischen 1824 und 1827 Gouverneur von New York war, Mindestens vier US-Präsidenten hielten sich in dem Hotel auf, außerdem zahlreiche Schauspieler aus der kurzen Glanzzeit Ithacas als Zentrum für die Filmindustrie.
Der klassizistische Baustil war in Nordamerika zwischen 1820 und 1860 populär. Die Säulen an der Vorderfront sowie die riesigen Fenster und Türen sind typische Merkmale dieses Stils.
In der Gegenwart sind in dem Bauwerk zahlreiche Büros und eine Bildungseinrichtung untergebracht.